# Dieter Theuer
Dieter Theuer (* 6. Oktober 1933 in Berlin; † 16. Januar 2022 in Heilbronn) war ein deutscher Gastroenterologe.

## Leben
Das Abitur erlangte Theuer 1952 an der Franz-Mehring-Schule Berlin. Anschließend studierte er von 1952 bis 1957 Humanmedizin an der Humboldt-Universität zu Berlin und promovierte 1958 mit einer Dissertation Zur Behandlung der Ösophagusdivertikel. Facharzt für Innere Medizin wurde er 1964 und für Gastroenterologie 1966. Theuer war mit der Radiologin und Stahlentherapeutin Dr. med. Dorothea E. Theuer, geb. Mosenthin, verheiratet und hatte mit ihr zwei Kinder.
Theuer arbeitete an der zur Humboldt-Universität gehörenden Charité in Berlin. Bereits 1964 benutzte er die Neuentwicklung eines Glasfaser-Endoskopes (Fiberscope) nach Hirschowitz an der Charité zu Berlin für die studienmäßige Untersuchung von Krankheiten des oberen Gastrointestinaltraktes. 1973 flüchtete er aus Ost-Berlin mit seiner Frau und den beiden Kindern aus humanistisch-christlicher Grundhaltung.
In Heilbronn führte er das Institut für Praktische Gastroenterologie von 1978 bis 1999 als Überweisungspraxis, von 2000 bis 2013 betrieb er am Klinikum der Universität Heidelberg Forschungen zur Hepatologie und war gleichzeitig Konsultant für  Medizinrecht.
Er veröffentlichte über 200 wissenschaftliche Publikationen, Vorträge, Buchbeiträge und Monographien.
Sein 1972 erschienenes Buch über Leber- und Gallenwegserkrankungen war seinerzeit ein Standardwerk.